# 치카라 (프로레슬링)

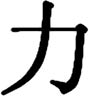

치카라(영어: CHIKARA)는 미국 펜실베니아 주 필라델피아에 본사를 둔 프로레슬링 단체이다.